# Edwin Bustillos
Edwin Bustillos García (16 de mayo de 1964 - 21 de febrero de 2003) fue un activista medioambiental y por los derechos humanos mexicano. Dedicó gran parte de su vida a luchar contra la deforestación y el cultivo y consumo de drogas en la región de Sierra Madre Occidental, razones por las cuales le fue otorgado el Premio Medioambiental Goldman en 1996.

## Biografía
Edwin Bustillos nació el 16 de mayo de 1964 en la Sierra Madre Occidental. Tenía orígenes rarámuris.

## Activismo ambiental
Edwin Bustillos combatió el desmonte y la tala ilegal de la Sierra Madre, por lo cual sufrió varios atentados en contra de su vida. Fundó la asociación civil, Consejo Asesor de la Sierra Madre (CASMAC), encargado de la defensa y preservación de los ecosistemas en donde habitan comunidades tepehuanas y tarahumaras.